# José Bonilla (aviador)
José Ramón Bonilla Irigoyen (Melo, Cerro Largo, 27 de octubre de 1951) es un General del Aire retirado uruguayo, que se desempeñó como el 14.º Comandante en Jefe de la Fuerza Aérea Uruguaya entre febrero de 2009 y octubre de 2010. En 2010, fue designado para inaugurar el cargo de Jefe del Estado Mayor de la Defensa, y en 2013, como Coordinador de los Servicios de Inteligencia del Estado.

## Biografía
José Bonilla nació el 27 de octubre de 1951, en Melo, Departamento de Cerro Largo, Uruguay. Realizó sus estudios primarios en la Escuela Pública "José Pedro Varela" del Departamento de Maldonado, mientras que sus estudios secundarios los cursó en el Liceo Departamental de Maldonado. Luego de finalizar dichos estudios, ingresó a la Fuerza Aérea Uruguaya a través de la Escuela Militar de Aeronáutica el 20 de marzo de 1970, egresando como Alférez del Escalafón A del Cuerpo Aéreo de la Fuerza Aérea Uruguaya y con el Brevet de Piloto Aviador Militar (P.A.M.) N.° 512 el 21 de diciembre de 1973.

## Carrera militar
José Bonilla completó su entrenamiento de vuelo primario volando aeronaves ligeras de ala fija, monomotores y a pistón, Cessna T-41D Mescalero, una versión militar del avión de aviación general Cessna 172 que la Fuerza Aérea incorporó en 1969. Luego de su graduación, fue destinado a la Brigada Aérea II en Santa Bernardina, Departamento de Durazno en 1974, donde completó el Curso de Vuelo Avanzado de la Fuerza Aérea Uruguaya, volando aeronaves de entrenamiento North American T-6 Texan. A diferencia de los aviones T-41D, el T-6 era un avión de tren de aterrizaje convencional, con una pequeña rueda en la cola, lo que aumentaba la complejidad de las operaciones en tierra, dada la limitada visibilidad que se tenía hacia delante desde la cabina. Luego, en 1975, fue nombrado Oficial de Adquisiciones de dicha Brigada, al mismo tiempo que realizaba el Curso de Piloto Instructor, convirtiéndose en instructor de vuelo de T-6, asignado al Grupo de Aviación N.° 1 (Instrucción y Entrenamiento). También se calificó como Piloto Principal en Cessna U-17A Skywagon y Piper L-21 Super Cub.

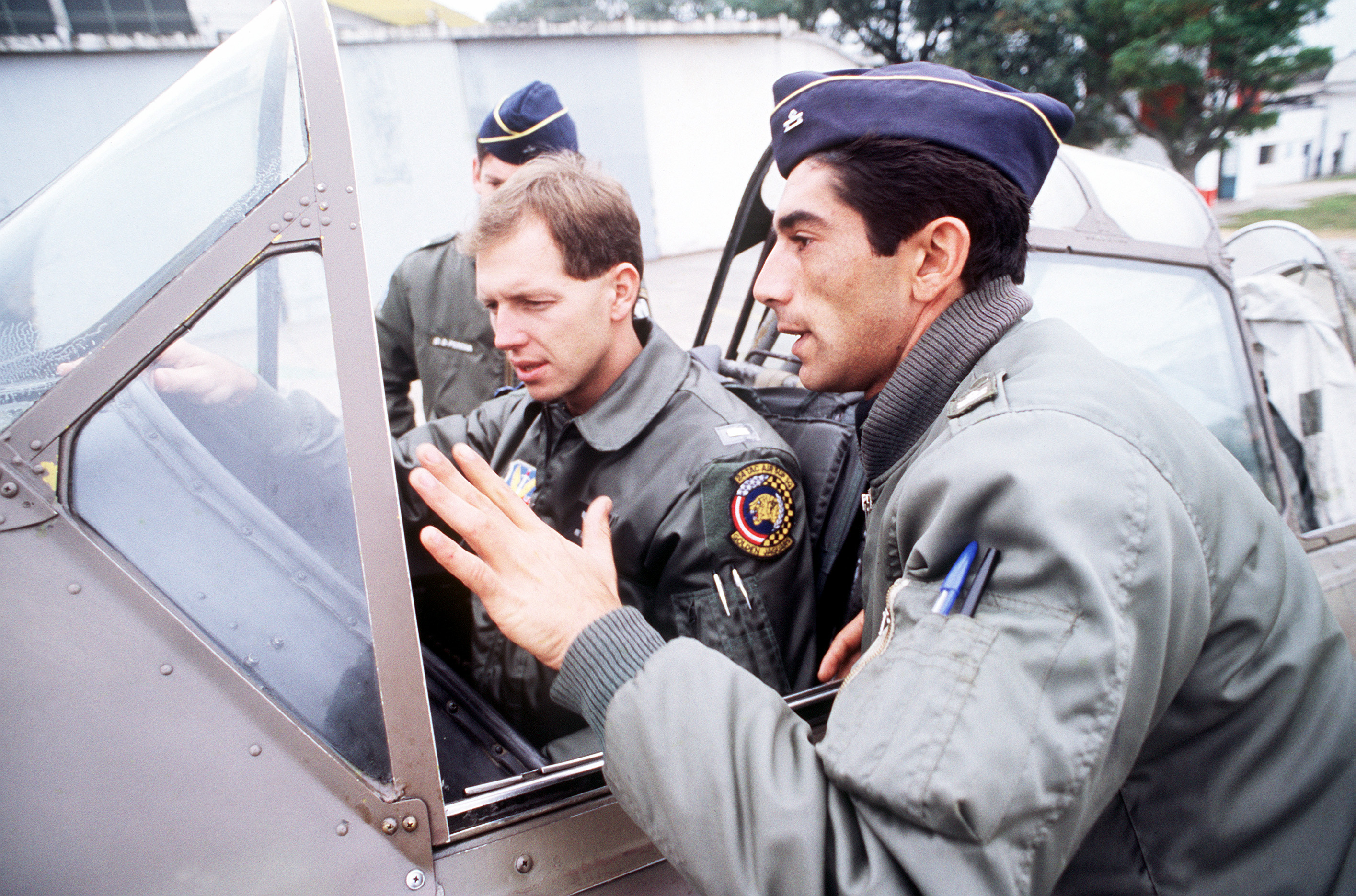
El Teniente Manuel Atorro, de la Fuerza Aérea Uruguaya, le informa al Teniente Michael Tutt del 24.° Escuadrón de Apoyo Aéreo Táctico de la Fuerza Aérea de los Estados Unidos, previo a un vuelo, sobre el North American T-6G Texan, avión que volaba José Bonilla cuando se encontraba destinado a la Brigada Aérea II en Santa Bernardina, Durazno, 1989.

En 1978, Bonilla sirvió en la Brigada de Mantenimiento y Abastecimiento de la Fuerza Aérea y, posteriormente, en la Brigada de Comunicaciones y Electrónica en la Brigada Aérea I, en el actual Aeropuerto Internacional de Carrasco. Luego fue destinado a la Escuela Militar de Aeronáutica, sirviendo en el Cuerpo de Cadetes. Paralelamente, realizó el Curso de Instructor de Vuelo de Cessna T-41D Mescalero, y también se habilitó como piloto de aeronaves bimotor en Beechcraft A-65 Queen Air. Entre 1982 y 1984 fue designado Jefe del Curso Primario y Básico de Vuelo de la Escuela Militar de Aeronáutica, encargándose del proceso de selección y formación de los alumnos pilotos de la Fuerza Aérea. Entre 1985 y 1987 se desempeñó en la Brigada de Seguridad Terrestre en el Aeródromo Militar Capitán Juan Manuel Boiso Lanza de Montevideo, como Comandante de Compañía del Grupo de Seguridad Terrestre N.º 1. También fue asignado para volar Cessna U-17A Skywagon y Cessna U-19L, aeronaves asignadas a dicha Brigada. Posteriormente fue designado como Jefe de Contabilidad y Adquisiciones de la misma Brigada y, luego de ser designado como Jefe de la División Administración en la Escuela Técnica de Aeronáutica de la Fuerza Aérea Uruguaya, fue ascendido al grado de Mayor en 1988, egresando también del Curso Básico de Comando y Estado Mayor Aéreo de la Fuerza Aérea Uruguaya, en la Escuela de Comando y Estado Mayor Aéreo (ECEMA).
En 1989 fue nuevamente destinado a la Brigada de Seguridad Terrestre, ocupando esta vez el cargo de Jefe del Grupo de Seguridad Terrestre N.º 1, y al ascender al grado de Teniente Coronel en 1992, realizó el Curso Superior de Comando, también en la ECEMA.
En 1995 fue nombrado Ayudante de Campo del Presidente de la República, Luis Alberto Lacalle de Herrera, y en 1997 fue ascendido a Coronel. En 2002 asumió el cargo de Director de la Escuela Militar de Aeronáutica, y ascendió al grado de Brigadier General el 1 de febrero de 2004. También se hizo cargo del Comando Aéreo de Servicios, Comando que el 1 de abril de 2005, y ante una reestructuración en la organización de la Fuerza Aérea, pasó a denominarse como Comando Aéreo Logístico.
El 2 de febrero de 2009 José Bonilla fue elegido para hacerse cargo de la Comandancia de la Fuerza Aérea, en el cargo de Comandante en Jefe, entre el 1 de febrero de 2009 y el 20 de octubre de 2010. En esa posición, entabló una estrecha relación con el presidente José Mujica, un antiguo guerrillero tupamaro, y a quien le devolvió una bandera capturada de su antigua organización, el Movimiento de Liberación Nacional Tupamaros, antigua adversaria de la Fuerza Aérea. Mujica, quien se emocionó al recibir la bandera y que se encontraba dentro de un receptáculo de madera y vidrio, con una inscripción que decía: "La Fuerza Aérea Uruguaya al Presidente Don José Mujica", cree que fue capturada por las Fuerzas Armadas durante la ocupación guerrillera de la ciudad de Pando, el 8 de octubre de 1969.
En octubre de 2010, fue nombrado jefe del recién creado Estado Mayor de la Defensa.
Como Oficial y Piloto de la Fuerza Aérea, José Bonilla ha acumulado aproximadamente unas 2350 horas de vuelo. Voló 6 modelos diferentes de aeronaves, alcanzado el rating de Piloto Comandante de la Fuerza Aérea Uruguaya.

## Vida personal
José Bonilla se ha destacado como deportista en fútbol, tenis y pádel. Está casado con la señora Gabriela Rodríguez y tiene cuatro hijos, Joaquín, Felipe, Rodrigo y Jimena.

## Información de Vuelo
Calificación: Piloto Comandante.
Horas de vuelo: +2350.
Aeronaves Voladas: T-41D , T-6 , U-17A , L-21 , A-65 , U-19L.